# Robert Holdstock
Robert Holdstock (ur. 2 sierpnia 1948 w Kencie, zm. 29 listopada 2009) – brytyjski pisarz fantasy. Pisał pod pseudonimami: Robert Faulcon, Robert Black, Chris Carlsen.

## Życiorys
Robert Holdstock, najstarszy z piątki rodzeństwa, urodził się w Hythe w hrabstwie Kent. Jego ojciec, Robert Frank Holdstock, był policjantem, a matka, Kathleen Madeline Holdstock, pielęgniarką. W wieku siedmiu lat Robert rozpoczął studia w Gillingham Grammar School w Medway. W późniejszym wieku pracował jako przewoźnik bananów na statku, pracownik budowlany oraz górnik.
Jako dorosły zdobył tytuł Bachelor of Science (odpowiednik licencjatu) w University College of North Wales, Bangor, z wyróżnieniem w zoologii stosowanej (studiował w latach 1967-1970). Naukę kontynuował, zdobywając w 1971 roku tytuł Master of Science (odpowiednik magisterium) w zoologii medycznej w London School of Hygiene & Tropical Medicine. Prowadził badania w Medical Research Council w Londynie w latach 1971-1974, jednocześnie poświęcając część czasu na pisarstwo. W 1976 podjął pracę jako pisarz na pełny etat. Przez resztę życia mieszkał w północnym Londynie.
Zmarł w szpitalu w wieku 61 lat, w dniu 18 listopada 2009 roku na skutek zapaści wywołanej infekcją E. coli.

## Twórczość
- Sataniści (The Satanists - pod pseudonimem Robert Black)
- Cykl Berserker (pod pseudonimem Chris Carlsen):
  - Cień wilka (Berserker: Shadow of the wolf)
  - Wielki byk (Berserker: The bull chief)
  - Rogaty wojownik (Berserker: The horned warrior)
- Cykl Las Ożywionego Mitu:
  - Las ożywionego mitu (Mythago Wood) (World Fantasy Award, 1985)
  - Lavondyss (Lavondyss: Realm of Fire) (Nagroda BSFA dla najlepszej powieści w kategorii Najlepsza Powieść w 1988)
  - The Bone Forest
  - The Hollowing
  -  Merlin's Wood
  - Gate of Ivory, Gate of Horn
  - Avilion
- Cykl Nocny Łowca (pod pseudonimem Robert Faulcon):
  - Widmo (Stalking)
  - Talizman (The Talisman)
  - Taniec ducha (Ghost dance)
  - Świątynia (The shrine)
  - Przekleństwo (The Hexing)
  - Labirynt (The Labirynth)